# Primera División (Uruguay) 1941
Die Saison 1941 der Primera División war die 38. Spielzeit (die 10. der professionellen Ära) der höchsten uruguayischen Spielklasse im Fußball der Männer, der Primera División.
Die Primera División bestand in der Meisterschaftssaison des Jahres 1941 aus elf Vereinen, deren Mannschaften in den insgesamt 100 Meisterschaftsspielen jeweils zweimal aufeinandertrafen. Es fanden 20 Spieltage statt. Die Meisterschaft gewann Nacional Montevideo ohne Punktverlust als Tabellenerster vor Peñarol Montevideo und den Rampla Juniors als Zweitem und Drittem der Saisonabschlusstabelle. Als Tabellenletzter stieg Bella Vista aus der Primera División ab. Torschützenkönig wurde mit 23 Treffern Atilio García.

## Jahrestabelle
| Pl. | Verein                    | Sp. | S  | U | N  | Tore    | Diff. | Punkte |
| --- | ------------------------- | --- | -- | - | -- | ------- | ----- | ------ |
| 1.  | Nacional Montevideo (M)   | 20  | 20 | 0 | 0  | 079:220 | +57   | 40     |
| 2.  | Peñarol Montevideo        | 20  | 15 | 1 | 4  | 060:310 | +29   | 31     |
| 3.  | Rampla Juniors            | 20  | 8  | 6 | 6  | 037:330 | +4    | 22     |
| 4.  | Central                   | 20  | 7  | 5 | 8  | 029:380 | −9    | 19     |
| 5.  | Sud América               | 20  | 7  | 5 | 8  | 032:400 | −8    | 19     |
| 6.  | Racing Club de Montevideo | 20  | 6  | 6 | 8  | 038:460 | −8    | 18     |
| 7.  | River Plate               | 20  | 7  | 3 | 10 | 035:410 | −6    | 17     |
| 8.  | Liverpool FC              | 20  | 6  | 5 | 9  | 026:420 | −16   | 17     |
| 9.  | Montevideo Wanderers      | 20  | 5  | 4 | 11 | 037:370 | ±0    | 14     |
| 10. | Club Atlético Defensor    | 20  | 4  | 6 | 10 | 025:440 | −19   | 14     |
| 11. | Bella Vista               | 20  | 3  | 3 | 14 | 021:450 | −24   | 09     |

| (M) | Meister der vorangegangenen Saison |